# Eerste Peloponnesische Oorlog
De Eerste Peloponnesische Oorlog (460 v.Chr. - circa 445 v.Chr.) werd uitgevochten tussen Sparta als de leiders van de Peloponnesische Bond en Sparta's andere bondgenoten, met name Thebe, en de Delische Bond geleid door Athene met de steun van Argos. Frictie tussen Sparta en Athene ontstond al vroeg na de terugtrekking van de Perzen, waarbij de Spartaanse angst voor de groeiende Atheense macht een grote rol speelde. Dit zou uiteindelijk tot oorlog leiden na de bouw van de Atheense lange stadsmuren en het overlopen van Megara van Sparta naar Athene.
De oorlog begon in 460 v.Chr. met de Slag bij Oenoe. In het begin waren de Atheners beter in de strijd, doordat ze wonnen in zeeslagen met hun superieure vloot. Ze waren ook beter in het vechten op het land, tot 457 v.Chr. toen de Spartanen en hun bondgenoten het Atheense leger versloegen bij Tanagra. De Atheners gingen echter in de tegenaanval en behaalden een verpletterende overwinning tegen Boeotië in de Slag bij Oenophyta en volgden deze overwinning op door heel Boeotië op Thebe na te veroveren. Athene versterkte verder hun positie door Egina een lid te maken van de Delische Bond.
De Atheners werden echter verslagen door de Perzen in 454 v.Chr. in Egypte waardoor ze een vijf jaar durende wapenstilstand moesten aangaan met Sparta. De oorlog laaide weer op in 448 v.Chr. met het begin van de Tweede Heilige Oorlog. In 446 v.Chr. kwam Boeotië in opstand, versloeg Athene bij Koronea en herwon zijn onafhankelijkheid.
De oorlog eindigde in de winter van 446-445 v.Chr., en werd bekrachtigd met een overeenkomst tussen Sparta en Athene, de Dertigjarige Vrede. De voorwaarden van dit vredesverdrag waren dat beide zijden de belangrijkste delen van hun rijken mochten houden. Megara keerde terug naar de Peloponnesische Bond en Egina werd een autonoom lid van de Delische Bond. Het herstel van de status quo zou de rivaliteit tussen Sparta en Athene niet oplossen. Dit leidde in 431 v.Chr. tot de tweede Peloponnesische oorlog.

## Aanleiding
Onder leiding van Themistocles bouwde Athene een grote vloot, die uiteindelijk de grootste vloot binnen de Griekse wereld zou worden. Na de Perzische Oorlogen, waarin Sparta nochtans de grootste militaire rol te land had gespeeld, was duidelijk dat de Atheners met hun vloot een cruciale rol hadden gespeeld in het verslaan van de Perzen. Athene ging ook steeds meer een imperialistische politiek voeren. De Delische Bond, die initieel gevormd was om de Perzen te verslaan werd steeds meer tot een Atheens Rijk omgevormd. Leden, waarvan de meesten een jaarlijkse financiële bijdrage moesten leveren, werd verboden de bond te verlaten, en Athene trad hardhandig op tegen opstandige leden.
De Peloponnesische bond was een betrouwbaar bondgenootschap dat al sinds de 6e eeuw voor christus onder leiderschap van Sparta stond. De Atheense politiek leidde ertoe dat vrijwel elke Griekse Polis ofwel lid was van de Delische bond, en dus verbonden met Athene, ofwel lid was van de Peloponnesische bond, en dus verbonden met Sparta. De politieke, militaire en etnische tegenstellingen tussen Athene en Sparta waren groot. Athene was Attisch-Ionisch, radicaal democratisch en een zeemacht gericht op het oosten. Sparta was etnisch Dorisch, met een aristocratisch bestel en was traditioneel een landmacht.

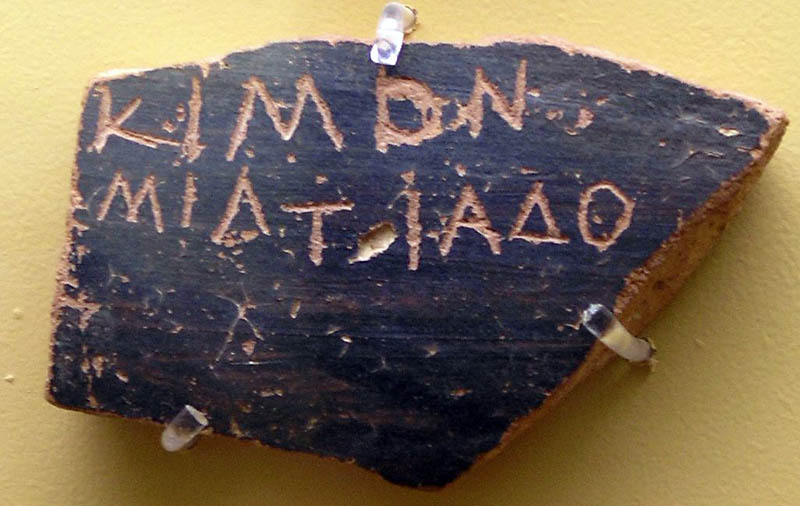
Ostrakon met Kimons naam.

Frictie tussen Sparta en Athene ontstond al vroeg na de terugtrekking van de Perzen. Sparta zond ambassadeurs naar Athene om ze te overtuigen niet hun door de Perzen vernietigde stadsmuren te herbouwen. Athene koos er echt voor dit wel te doen. Later, in de jaren 460 v.Chr., bouwde Athene de Lange Muren: muren langs de weg tussen de haven en de stad. De lange muren zouden Athene in staat stellen om met behulp van hun zeemacht een lange belegering te weerstaan, omdat voedsel via de haven ongehinderd ingevoerd kan worden.
Een andere conflictsituatie ontstond rond 465 v.Chr.: Er brak een opstand uit van de Heloten in Sparta. De Spartanen vroegen al hun bondgenoten, inclusief de Atheners, om hulp. Athene zond 4.000 hoplieten om te helpen, maar de Spartanen zonden de Atheners als enige van hun bondgenoten terug, volgens Thucydides uit angst voor de mogelijkheid dat de Atheners van kant wisselden en de Heloten zouden helpen. Deze gebeurtenis leidde tot een enorm gezichtsverlies en verbanning van de meest prominente pro-Spartaanse Atheense leider van het moment, Kimon II.
De Spartaanse vijandigheid was onmiskenbaar, en toen Athene hierop reageerde, sloegen de gebeurtenissen snel om in oorlog. Athene sloot snel achter elkaar verschillende allianties: een met Thessalië, een machtige staat in het noorden; één met Argos, al eeuwenlang de traditionele vijand van Sparta; en één met Megara, een voormalige bondgenoot van Sparta die het slecht deed in een grensoorlog met Sparta's sterkere bondgenoot, Korinthe. Megara is een strategisch gelegen plaats op de Landengte van Korinthe, wat de Atheners de mogelijkheid zou geven Attica compleet af te grendelen van de Peloponessos, en zo een eventuele Spartaanse invasie onmogelijk te maken. Ongeveer tegelijkertijd vestigde Athene de heloten die waren verbannen na de nederlaag van hun opstand bij Nafpaktos aan de Golf van Korinthe. Tegen 460 v.Chr. bevond Athene zich openlijk in oorlog met Korinthe en verschillende andere Peloponnesische staten, en een grotere oorlog was op handen.

## Eerste vijandelijkheden

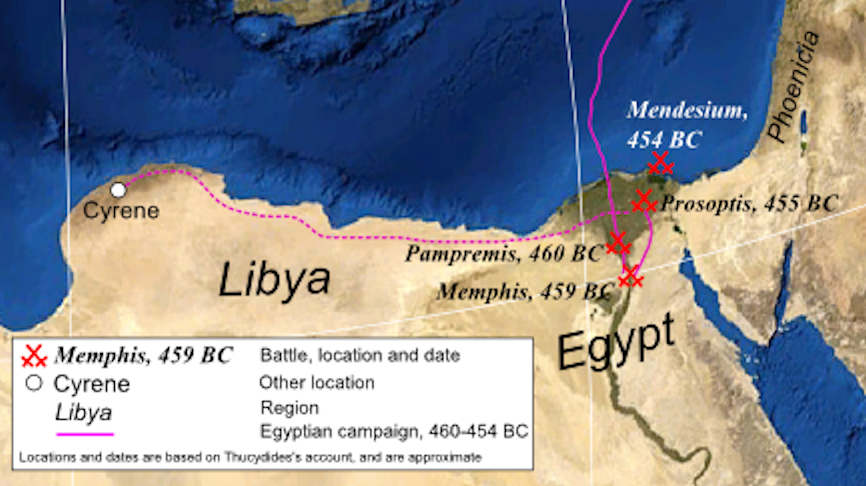
De Egyptische expeditie.

Toen deze oorlog begon, was de Delische bond ook verwikkeld in de Perzische oorlogen. Athene en haar bondgenoten stuurden een vloot van 200 schepen om Inarus, een Libische koning die bijna heel Egypte had geleid in opstand tegen de Perzische koning Artaxerxes te helpen. Zo ging Athene de oorlog in met haar troepen verspreid over verschillende strijdtonelen.
In 460 of 459 v.Chr. vocht Athene een aantal grote veldslagen tegen de gecombineerde strijdkrachten van verschillende Peloponnesische staten. Op land werden de Atheners verslagen door de legers van Korinthe en Epidaurus bij Halieis, maar op zee zegevierden ze bij Cecryphaleia (een klein eiland tussen Egina en de kust van Epidaurus). Gealarmeerd door deze Atheense agressiviteit in de Saronische Golf, verklaarde Egina de oorlog aan Athene en combineerde zij haar machtige vloot met die van de Peloponnesische bondgenoten. In de zeeslag die hierop volgde behaalden de Atheners een indrukwekkende overwinning door zeventig Eginetische en Peloponnesische schepen te kapen. Ze landden toen op Egina en belegerden onder leiding van Leocrates de stad.
Met aanzienlijke Atheense troepenconcentraties in Egypte en Egina, viel Korinthe de Megariden binnen in een poging de Atheners te dwingen hun troepen uit Egina terug te trekken. In plaats daarvan schraapten de Atheners een troepenmacht bijeen van mannen die te oud en te jong waren voor gewone militaire dienst en stuurden deze troepen onder het bevel van Myronides om Megara te ontzetten. De resulterende slag bleef onbeslist, maar de Atheners waren aan het einde van de dag in staat een overwinningstrofee opzetten. Ongeveer twaalf dagen later probeerden de Korinthiërs terug te keren naar de plek om een eigen trofee op te zetten, maar de Atheners kwamen uit Megara en joegen hen op de vlucht. Tijdens deze vlucht wisten de Atheners een flink deel van het Korinthische leger te doden.

## Tanagra
Er was een oorlog uitgebroken tussen Athene' bondgenoot Fokida en Doris, aan de overkant van de Golf van Korinthe van de Peloponnesos. Doris werd traditioneel geïdentificeerd als het thuisland van de Doriërs, en de Spartanen, die Doriërs waren, hadden een langdurige alliantie met die staat. Dienovereenkomstig werd een Spartaans leger onder bevel van generaal Nicomedes, als plaatsvervanger van de minderjarige koning Pleistoanax, over de Golf van Korinthe gestuurd om te helpen. Dit leger dwong de Phociërs om vrede te sluiten, maar terwijl het leger in Doris was, blokkeerde de Atheense vloot de Golf van Korinthe.
Hierop leidde Nicomedes zijn leger naar het zuiden Boeotië binnen. Verschillende factoren kunnen van invloed zijn geweest op zijn beslissing om deze stap te zetten. Ten eerste waren er geheime onderhandelingen gaande met oligarchische elementen in Athene die bereid was de stad aan de Spartanen te verraden om de democratie omver te werpen. Verder zou Nicomedes in contact geweest zijn met Thebe en van plan was Boeotië te verenigen onder leiding van Thebe; wat hij bij zijn aankomst lijkt te hebben gedaan.
Met een sterk Spartaans leger in Boeotië en de dreiging van verraad, marcheerden de Atheners met zoveel mogelijk troepen, zowel Atheners als geallieerden, naar Boeotië. De twee legers ontmoetten elkaar in de slag bij Tanagra. De Atheners werden verslagen, hoewel beide partijen zware verliezen leden. De Spartanen, in plaats van Attica binnen te vallen, marcheerden naar huis over de landengte van Korinthe.

## Oenophyta
De Atheners herstelden snel na hun nederlaag bij Tanagra, door een leger onder Myronides te sturen om Boeotië aan te vallen. Dit leidde tot de slag bij Oenophyta, waarin de Atheners de Boeotiërs vernietigend versloegen. Hierop volgend veroverde Athene heel Boeotië op Thebe na, tezamen met Fokida en Lokris. De Atheners haalden de vestingwerken van Tanagra neer en namen de honderd rijkste inwoners van Lokris mee als gijzelaars. De Atheners maakten ook van deze kans gebruik om de bouw van hun lange muren te voltooien. Kort daarna gaf Egina zich over en werd gedwongen haar muren neer te halen, haar vloot over te geven en een contributiebetalend lid van de Delische bond te worden.

## Atheense crisis en een wapenstilstand
De successen van Athene kwam plotseling tot stilstand in 454 v.Chr., toen na 6 jaar de Egyptische expeditie uiteindelijk verpletterend werd verslagen door de Perzen. Door de ramp in Egypte veranderde de strategische positie van Athene en verloor het de controle over de Egeïsche Zee. Daarom waren de Atheners, in 451 v.Chr., bereid om te onderhandelen over een wapenstilstand met Sparta. Kimon regelde een wapenstilstand van vijf jaar en in de jaren daarna concentreerden de Atheners hun aandacht op het reorganiseren van de Delische Bond en het stabiliseren van de regio. Athene wist gedurende de wapenstilstand de Perzische oorlogen, mogelijk formeel in de vrede van Callias, tot een einde te brengen. Tegelijkertijd beëindigde Sparta vijandelijkheden met Argos in een dertigjarige vrede.

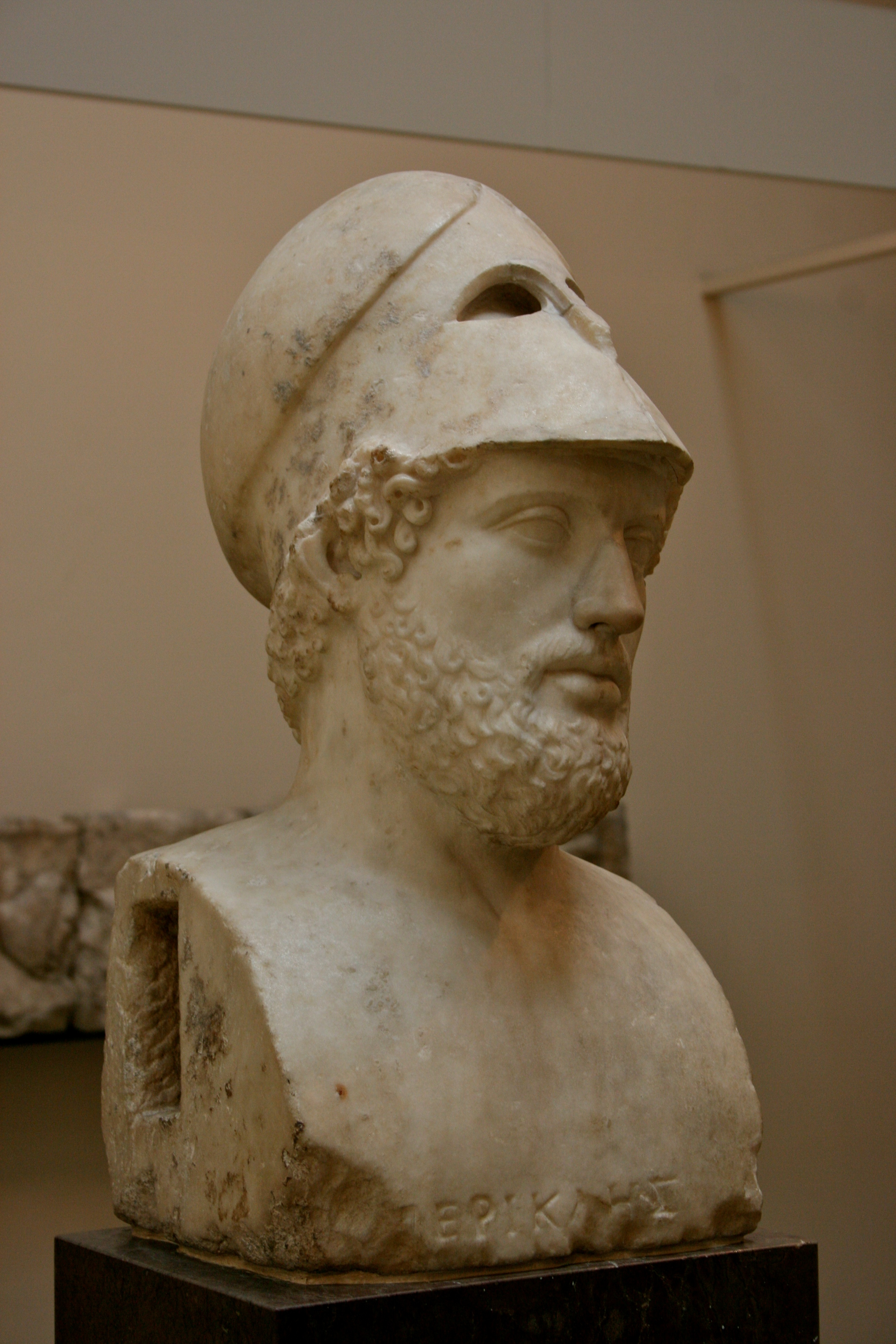
Perikles.

## Het besluit van de oorlog
De Peloponnesische oorlog laaide weer op in 448 v.Chr. in de vorm van de tweede heilige oorlog, toen Sparta Delphi losmaakte van Phokis en het onafhankelijk maakte. Als reactie hierop leidde Perikles het Atheense leger tegen Delphi, om de rechten van Phokis over het orakel van Delphi te herstellen. In 447 v.Chr. brak er een opstand uit in Boeotië, die het einde zou betekenen van het "continentale rijk" van Athene op het Griekse vasteland. Tolmides leidde een leger om de Boeotiërs uit te dagen, maar werd na enkele vroege successen verslagen in de slag bij Coronea. In de nasleep van deze nederlaag werden Boeotië, Fokida en Lokris weer onafhankelijk.
De nederlaag bij Coronea veroorzaakte opstanden in Euboea en Megara. Perikles stak met zijn troepen over naar Euboea om de opstand daar neer te slaan, maar werd gedwongen met zijn leger terug te keren toen het Spartaanse leger Attica binnenviel. Door onderhandelingen en mogelijk omkoping, overtuigde Perikles de Spartaanse koning Pleistoanax om zijn leger te doen wederkeren. Met de Spartaanse dreiging afgewend, stak Pericles terug naar Euboea met 50 schepen en 5.000 soldaten, waarbij alle oppositie werd verpletterd.
De regeling van Pleistoanax en Perikles werd bekrachtigd in de dertigjarige vrede in de winter van 446-445 v.Chr.. Volgens dit verdrag werd Megara teruggegeven aan de Peloponnesische Bond, werden Troizina en Achaea onafhankelijk, zou Egina een autonome bondgenoot van Athene worden en geschillen in het vervolg beslecht worden door arbitrage. Beide partijen stemden ermee in de allianties van de andere te respecteren.

## Nasleep
Athene bereikte gedurende de eerste Peloponnesische oorlog het hoogtepunt van de haar macht. Door Boeotië en Megara aan land te controleren en met haar vloot de zee te domineren, was de stad volkomen beveiligd tegen een aanval op Attica. Door de gebeurtenissen van 447 en 446 v.Chr. verloor ze deze positie echter weer. De dertigjarige vrede bevestigde de status quo: Sparta en Athene moesten de macht in Griekenland delen. De vrede die in 445 v.Chr. werd gesloten, zou echter minder dan de helft van de beoogde 30 jaar duren. In 431 v.Chr. zouden Athene en Sparta opnieuw ten strijde trekken in de (tweede) Peloponnesische Oorlog.